# Okeechobee
Okeechobee é uma cidade localizada no estado americano da Flórida, no condado de Okeechobee, do qual é sede. Foi incorporada em 1915.

## Geografia
De acordo com o United States Census Bureau, a cidade tem uma área de 10,8 km², onde 10,5 km² estão cobertos por terra e 0,2 km² por água.

### Localidades na vizinhança
O diagrama seguinte representa as localidades num raio de 48 km ao redor de Okeechobee.

## Demografia
Segundo o censo nacional de 2010, a sua população é de 5 621 habitantes e sua densidade populacional é de 533,24 hab/km². Possui 2 251 residências, que resulta em uma densidade de 213,54 residências/km².

## Cultura

### Televisão
A cidade ficou conhecida em um episódio de As Visões da Raven, onde Victor Baxter ficava hipnotinado ao ouvir as palavras "São Francisco" e só voltaria ao normal ao ouvir Okeechobee, tudo graças as travessuras de seu filho e um amigo dele.